# DEBG 24s
Die Dampflokomotive 24s der schmalspurigen Jagsttalbahn war eine Lokomotive für den Nebenbahnbetrieb. Die Lokomotive wurde von Henschel 1929 mit der Fabriknummer 20993 ausgeliefert. Die Lokomotive war ein Einzelgänger und sollte den schwerer werdenden Güterverkehr auf der Jagsttalbahn durchführen.
Mit der Lieferung von Diesel-Fahrzeugen wurde die Lokomotive in untergeordnete Dienste verdrängt und Mitte der 1960er Jahre ausgemustert. Danach wurden sie in Krautheim am Bahnhof als Denkmal aufgestellt.

## Geschichte
Die Beschaffung der Lokomotive war notwendig geworden, weil durch die Erhöhung der Lasten der Güterzüge bei der Jagsttalbahn eine stärkere Lokomotive als die bisher eingesetzten Jagsttalbahn 1–4 gebraucht wurde. Henschel lieferte mit der Fabriknummer 20993 eine ähnliche, aber wesentlich stärkere Lokomotive. Sie gehört nach der Lieferliste Henschel keiner Typenklasse der Lokomotiven dieser Größenklasse an.
Durch die stark überhängenden Massen schlingerte sie schon bei geringen Geschwindigkeiten und konnte lediglich im Güterzugdienst eingesetzt werden. Besonders bei schlechter Gleislage führte dies zu gelegentlichen Entgleisungen.
Die Lokomotive war bis Mitte der 1960er Jahre im Einsatz. Der Rübenverkehr und Rangierarbeiten war das Einsatzgebiet der Maschine. Sie wurde erst 1967 ausgemustert. Im gleichen Jahr wurde sie in Krautheim als Kunigunde von Crutheim als Denkmal aufgestellt. Diese Bezeichnung erhielt sie erst mit der Aufstellung. Seit 2013 ist die Lokomotive Eigentum der Freunde der Jagsttalbahn und in Einzelteilen zerlegt im Lokschuppen von Dörzbach hinterstellt.

## Technik
Die Heißdampf-Lokomotive besaß einen Überhitzer. Der Kessel bestand aus zwei Schüssen. Auf dem ersten Schuss saß der Dampfdom und auf dem zweiten Sand- und Speisedom. Es konnte je nach Fahrtrichtung vor der ersten Achse oder hinter der zweite Achse gesandet werden. Auf dem Hinterkessel lag ein Sicherheitsventil der Bauart Ramsbottom.
Das Laufwerk war vorn und hinten überhängend. Dadurch neigte sie zum Schlingern und Nicken. Im Leerlauf traten fühlbare Stöße auf Deshalb war der Einsatz vor Personenzügen auf der Jagsttalbahn verboten.